# Giruá (ort)
Giruá är en ort i Brasilien.   Den ligger i kommunen Giruá och delstaten Rio Grande do Sul, i den södra delen av landet, 1 500 km sydväst om huvudstaden Brasília. Giruá ligger 432 meter över havet och antalet invånare är 12 168.
Terrängen runt Giruá är huvudsakligen platt. Giruá ligger uppe på en höjd. Runt Giruá är det mycket glesbefolkat, med 3 invånare per kvadratkilometer.. Det finns inga andra samhällen i närheten.
Trakten runt Giruá består till största delen av jordbruksmark.